# Nina Hoss
Nina Hoss, född 7 juli 1975 i Stuttgart, är en tysk film- och teaterskådespelare.
Nina Hoss utbildade sig till skådespelare vid Hochschule für Schauspielkunst Ernst Busch i Berlin och arbetade sedan vid Deutsches Theater i Berlin. Nina Hoss har återkommande samarbetat med regissören Christian Petzold i filmer som Toter Mann, Wolfsburg, Yella, Jerichow och 2012 års Barbara.
2008 tilldelades hos Deutscher Filmpreis i kategorin Bästa kvinnliga huvudroll för sin insats i Yella, en roll som hon även tilldelades Silverbjörnen för. Hon nominerades till Deutscher Filmpreis även 2004 för Wolfsburg. År 2000 utsågs hon till en av årets Shooting Stars vid Filmfestivalen i Berlin.

## Filmografi i urval
- 2001 – Toter Mann
- 2003 – Wolfsburg
- 2005 – Den vita massajen
- 2006 – Elementarpartiklar
- 2007 – Yella
- 2008 – Jerichow
- 2010 – We Are The Night
- 2012 – Barbara
- 2014 – Phoenix
- 2014–2015 – Homeland (TV-serie)
- 2020 – The Defeated (TV-serie)
- 2022 – Tár
- 2025 – Hedda